# Јанко Мирочевић
Јанко Мирочевић (Титоград, 1949 — Подгорица, 14. јун 2024) биo je jугословенски и црногорски фудбалер и тренер, који је највећи дио своје каријере провео у Будућности. Његов рођени брат је бивши репрезентативац Југославије Анте Мирочевић.

## Каријера
Фудбалску каријеру је требало да започне са ФК Забјелом, али је отишао на одслужење војног рока пре дебија за сениорски тим. По повратку из војске, сениорску каријеру је започео са ФК Хајдук Вељко из Неготина, тадашњим савезним трећелигашем. По повратку у Титоград, наставио је да игра наредне три сезоне за ОФК Титоград, заједно са братом Антом. Иако је планирао одлазак у ФК Бокељ као следећи корак, уз помоћ Бошка Јабучанина, 1961. године прелази у ФК Будућност у Подгорици, где је одиграо све 34 утакмице у дебитантској сезони, на позицији одбрамбеног везног играча. У Будућности је провео већину каријере, играјући преко 300 мечева. Врхунац његове каријере је било финале Купа Маршала Тита против Хајдука 1977. године, на стадиону Црвене звезде у Београду, када је Будућност изгубила са 2:0.
Иако је имао конкретних понуда да настави каријеру и иностранству, Турској и Сједињеним Америчким Државама, одлучио се да заврши каријеру у своме граду. На крају сезоне 1982/83, сломио је руку на утакмици против ФК Ријеке, тако да је морао да прескочи већи део следеће сезоне, у којој је ипак играо пола године за ОФК Титоград.
Након коначног завршетка играчке каријере, заинтересовао се за рад као тренер, прво у ОФК Титограду, затим у Ловћену из Цетиња, Искри из Даниловграда, и коначно у Будућности, где водио је тимове у свим категоријама, укључујучи и први тим.

## Приватни живот
Мирочевић је рођен у спортској породици. Поред њега, фудбалом се бавио и његов млађи брат Анте, а сестра Ана се бавила стоним тенисом, атлетиком и рукометом. Заједно са братом, 1989. године је покренуо школу фудбала Јуниор.
Преминуо је 14. јуна 2024. године. Сахрањен је 15. јуна на градском гробљу Чепурци.